# 王宗春
王宗春（1935年—），山东肥城人。中华人民共和国政治人物。
1960年，毕业于北京林学院林业系，毕业后留校，后任广州市委副书记兼秘书长。1985年9月，增补为中央候补委员。1985年后，任中共广东省委常委、广东省纪律检查委员会书记。1987年在中共第十三次全国代表大会上当选为中央纪律检查委员会委员。1992年连任。